# Fakhrul Ahsan
Mohammed Fakhrul Ahsan (bengalisch মোহাম্মদ ফখরুল আহসান) ist ein Offizier der Streitkräfte Bangladeschs (Bangladesh Armed Force) und zurzeit als Generalmajor Kommandeur der Streitkräfte der Mission der Vereinten Nationen für das Referendum in Westsahara MINURSO (United Nations Mission for the Referendum in Western Sahara).

## Leben
Mohammed Fakhrul Ahsan absolvierte eine Offiziersausbildung und erwarb einen Bachelor of Science (BS) und trat 1988 in das Heer der Streitkräfte Bangladeschs (Bangladesh Armed Force) ein. Er fand in der Folgezeit zahlreiche Verwendungen als Offizier und Stabsoffizier und war unter anderem stellvertretender Militärattaché beim Hochkommissar in Indien. Er nahm des Weiteren an der Mission der Vereinten Nationen in der Demokratischen Republik Kongo MONUC (United Nations Mission in the Democratic Republic of Congo) und der Operation der Vereinten Nationen in Somalia II UNOSOM-II (United Nations Operation in Somalia II) teil. Des Weiteren absolvierte er postgraduale Studien der Fächer Entwicklungsstudien und Verteidigungsstudien, die er mit einem Master in Development Studies sowie einem Master in Defense Studies abschloss.
In seiner weiteren militärischen Laufbahn war Ahsan Direktor der Abteilung Militärische Nachrichtendienste im Hauptquartier des Heeres sowie Kommandeur der 16. und der 69. Infanteriebrigade. Nachdem er Kommandeur des Distrikts Cox’s Bazar sowie Kommandant der Militärakademie (Bangladesh Military Academy) war, wurde er Kommandeur der 10. Infanteriedivision (10th Infantry Division).
Am 16. März 2023 wurde Generalmajor Fakhrul Ahsan von UN-Generalsekretär António Guterres zum Kommandeur der Streitkräfte der Mission der Vereinten Nationen für das Referendum in Westsahara MINURSO (United Nations Mission for the Referendum in Western Sahara) ernannt und trat damit die Nachfolge von Generalmajor Zia Ur Rehman aus Pakistan an, dessen dortige Dienstzeit im März 2023 endete. Er spricht fließend Englisch, Französisch, Indonesisch und Hindi.

## Weblink
- Major General Md Fakhrul Ahsan of Bangladesh – Force Commander of the United Nations Mission for the Referendum in Western Sahara (MINURSO). In: Pressemitteilung der Vereinten Nationen. 16. März 2023, abgerufen am 24. August 2023 (englisch).

| Personendaten    | Personendaten                            |
| ---------------- | ---------------------------------------- |
| NAME             | Ahsan, Fakhrul                           |
| ALTERNATIVNAMEN  | Ahsan, Mohammed Fakhrul                  |
| KURZBESCHREIBUNG | bangladeschischer Offizier, Generalmajor |
| GEBURTSDATUM     | 20. Jahrhundert                          |